# Александру-Одобеску (комуна)
Александру-Одобеску (рум. Alexandru Odobescu) — комуна у повіті Келераш в Румунії. До складу комуни входять такі села (дані про населення за 2002 рік):
- Александру-Одобеску (1219 осіб) — адміністративний центр комуни
- Гелецуй (431 особа)
- Ніколає-Белческу (1453 особи)

Комуна розташована на відстані 81 км на схід від Бухареста, 20 км на захід від Келераші, 123 км на захід від Констанци, 148 км на південний захід від Галаца.

## Населення
За даними перепису населення 2002 року у комуні проживали 3103 особи.
Національний склад населення комуни:
| Національність | Кількість осіб | Відсоток |
| -------------- | -------------- | -------- |
| румуни         | 3076           | 99,1%    |
| цигани         | 26             | 0,8%     |
| греки          | 1              | < 0,1%   |

Рідною мовою назвали:
| Мова      | Кількість осіб | Відсоток |
| --------- | -------------- | -------- |
| румунська | 3098           | 99,8%    |
| циганська | 5              | 0,2%     |

Склад населення комуни за віросповіданням:
| Релігія       | Кількість осіб | Відсоток |
| ------------- | -------------- | -------- |
| православні   | 2946           | 94,9%    |
| адвентисти    | 148            | 4,8%     |
| п'ятдесятники | 8              | 0,3%     |
| не релігійні  | 1              | < 0,1%   |